# Cornelia Rudloff-Schäffer
Cornelia Rudloff-Schäffer (* 10. Februar 1957 in Bad Camberg) ist eine deutsche Juristin und war von Januar 2009 bis Ende Januar 2023 Präsidentin des Deutschen Patent- und Markenamts.

## Leben
Nach dem Studium der Rechtswissenschaften, Politik und Publizistik in Mainz war sie von 1984 bis 1991 wissenschaftliche Assistentin am Max-Planck-Institut für ausländisches und internationales Patent-, Urheber- und Wettbewerbsrecht und am Institut für gewerblichen Rechtsschutz der Ludwig-Maximilians-Universität München. Im Bundesministerium der Justiz war sie anschließend Referentin und später Referatsleiterin u. a. für Patent-, Geschmacksmuster- und Markenrecht. Im Jahr 2001 wechselte sie als Leiterin der Rechtsabteilung zum Deutschen Patent- und Markenamt und wurde dort 2006 Leiterin der Hauptabteilung für Marken und Muster und am 1. Januar 2009 die Präsidentin des Amts. Am 31. Januar 2023 verabschiedete sich Rudloff-Schäffer in den Ruhestand und übergab das Amt der Präsidentin des DPMA an Eva Schewior.

## Positionen
Rudloff-Schäffer lehnt eine Patentierbarkeit von Software ab. Sie unterstützt mit ihrer Behörde den Ausbau des Patentwesens in China.